# Alan Waddle
Alan Robert Waddle (* 9. Juni 1954 in Wallsend) ist ein ehemaliger englischer Fußballspieler. Der groß gewachsene Stürmer begann seine Karriere bei Halifax Town und war beim FC Liverpool in der Saison 1976/77 Teil des Kaders, der den Europapokal der Landesmeister gewann. Dauerhaft konnte er sich jedoch in Liverpool nicht durchsetzen und nach einer erfolgreichen Zeit zum Ende der 1970er-Jahre bei Swansea City war er als „Wandervogel“ bei diversen Klubs (vor allem in Wales) aktiv. Der ehemalige englische Nationalspieler Chris Waddle ist sein Cousin.

## Sportlicher Werdegang
Waddle begann im Jahr 1971 seine Profilaufbahn beim englischen Drittligisten Halifax Town und schoss in 39 Ligapartien vier Tore, wobei sein Siegtreffer gegen den FC Walsall zum 1:0 im letzten Spiel der Saison 1972/73 entscheidend im erfolgreichen Kampf um den Klassenerhalt war. Für eine Ablösesumme in Höhe von 40.000 Pfund verpflichtete ihn im Juni 1973 schließlich Bill Shankly, der gerade mit dem FC Liverpool die englische Meisterschaft gewonnen hatte.
In seinem zweiten Ligaeinsatz für die „Reds“ erzielte er am 8. Dezember 1973 im Stadtderby gegen den FC Everton das entscheidende Tor zum 1:0 und wurde damit kurzzeitig zum Publikumsliebling. Es sollte jedoch der einzige Treffer in insgesamt 22 Pflichtspielen bleiben und nach sporadischen Bewährungschancen verlor er ab Mitte März 1975 vollständig seinen Platz in der Mannschaft. Dies lag neben der eigenen Torflaute vor allem an dem hochkarätig mit John Toshack und Kevin Keegan besetzten Sturmduo. In den letzten beiden Jahren bis Mitte 1977 absolvierte er nur noch ein Spiel. In diesem wurde er anlässlich des Halbfinalrückspiels im Europapokal der Landesmeister gegen den FC Zürich eingewechselt. Als Liverpool im Finale gegen Borussia Mönchengladbach den Titel danach gewann, saß er auf der Ersatzbank. Nur in der von Roy Evans betreuten Reservemannschaft hatte er regelmäßig seine Torgefährlichkeit unter Beweis stellen können.
Alan Waddle, der ein Cousin des späteren englischen Nationalspielers Chris Waddle ist, verbrachte danach einige Monate bei Leicester City, bevor ihn im Mai 1978 sein Ex-Mannschaftskamerad Toshack anheuerte, der mittlerweile Spielertrainer bei Swansea City geworden war. Der groß gewachsene Waddle brachte auf Anhieb seine Stärken in der Luft ein und dem walisischen Klub, der in der dritten englischen Liga spielte, gelang auch dank seines neuen Toptorschützen Waddle (19 Tore) der Aufstieg in die zweite Liga. Dort hatte er mit Formschwächen zu kämpfen und in der ambitionierten Mannschaft, der in der Saison 1980/81 sogar der Aufstieg in die höchste englischen Spielklasse gelang, hatte Waddle den Klub in Richtung des Drittligisten AFC Newport County verlassen, der im Dezember 1980 die Vereinsrekordablöse von 80.000 Pfund zahlte.
Obwohl er ihm bei seinem neuen Klub anlässlich seines Debüts einen Treffer erzielte, konnte er die Torgefährlichkeit nur selten unter Beweis stellen und es schlossen sich mehrere Kurzengagement im In- und Ausland an. Dazu zählten Gloucester City und Mansfield Town (jeweils 1982),  Happy Valley in Hongkong (1982–83), Hartlepool United (1983), Peterborough United (1983–85) sowie jeweils erneut Hartlepool United (1985) und Swansea City (1985–86). Bei seiner Rückkehr nach Swansea im März 1985 spielte Waddle ohne dauerhaften Vertrag. Er konnte dem Verein, der sich im „freien Fall“ von der ersten zur vierten Liga zwischen 1983 und 1986 befand, jedoch nicht die gewünschten Impulse geben. Nach dem Abstieg in die Viertklassigkeit kehrte er dem englischen Profifußball den Rückkehr und war zumeist in der walisischen Liga für Klubs wie Barry Town, den AFC Llanelli, Port Talbot Town, Maesteg Park und Bridgend Town unterwegs. Dazu gesellte sich 1986 ein Kurzengagement beim katarischen Klub al-Wakrah SC.

## Nach der aktiven Fußballerkarriere
Nach dem Ende der aktiven Fußballerlaufbahn arbeitete Waddle im kaufmännischen Bereich bei seinem Ex-Klub Swansea City, bevor er sich am Swansea Institute zum Programmierer ausbilden ließ und sich beruflich im IT-Bereich neu orientierte. Nach einer Beschäftigung bei der Siema Corporation an der Merseyside emigrierte er nach Australien. Dort trainierte er auch im Amateurfußball die Demon Knights.

## Titel
- Europapokal der Landesmeister (1): 1977